# Minh nho học án
Minh nho học án (chữ Hán: 明儒学案) là tác phẩm sử học Trung Quốc đời Thanh của sử gia Hoàng Tông Hy.

## Tác giả
Hoàng Tông Hy tự là Thái Xung, hiệu là Nam Lôi, còn có hiệu khác là Lê Châu, người Dư Diêu, tỉnh Triết Giang. Cha Hoàng Tông Hy là Hoàng Tôn Tố, danh sĩ nổi tiếng của Đông lâm. Vì mâu thuẫn với hoạn quan Ngụy Trung Hiền, Hoàng Tôn Tố bị hãm hại, không lâu sau được minh oan.
Hoàng Tông Hy theo học Lưu Tông Chu. Ông học tập các sách của bách gia. Không chỉ nghiên cứu lịch sử, Hoàng Tông Hy còn học sách của bách gia, tướng số, toán học, Phật học, Đạo gia, kiến thức ngày một uyên bác.
Dần dần Hoàng Tông Hy trở nên nổi tiếng trong giới học thuật, ông trở thành thủ lĩnh trong đệ tử Đông lâm. Thời gian này, tổ chức "Phục xã" đã thành lập để kế tục Đông lâm. Hoàng Tông Hy tham gia tổ chức này và nhanh chóng trở thành người đứng đầu.
Năm 1644, quân Thanh tiến vào trung nguyên. Hoàng Tông Hy tổ chức lực lượng chống Thanh nhưng thất bại, phải thay tên họ, trốn đi biệt tích. Sau một thời gian dài, Hoàng Tông Hy trở về quê nhà, phụng dưỡng mẹ già, dạy học, đóng cửa viết sách.
Nhà Thanh nghe tiếng ông, nhiều lần mời ra làm quan nhưng ông từ chối. Ông đã soạn nhiều tác phẩm nổi tiếng như "Minh di đãi phỏng lục", "Minh văn án", "Minh văn hải" và "Minh nho học án"...
Năm 1695, Hoàng Tông Hy qua đời khi đang soạn dở sách "Tống Nguyên học án", thọ 86 tuổi.

## Kết cấu
Minh nho học án có tất cả 62 quyển, ghi chép tình hình phát triển tư tưởng học thuật ở Trung Quốc trong 300 năm thời nhà Minh.
Hoàng Tông Hy phân chia hơn 200 học giả thuộc các trường phái thời Minh theo thứ tự thời gian, lập thành 19 học án. Trước mỗi học án đều có 1 thiên tiểu tự giới thiệu nguồn gốc và tôn chỉ của học phái đó.
Phần nội dung chính, ông bình thuật và tóm tắt về cuộc đời, tác phẩm và tư tưởng học thuật.
Phần tiếp sau là giới thiệu trích đoạn trong tác phẩm của các nhà tư tưởng này, kèm theo lời bình. Phần bình truyện về mỗi người tuy dài ngắn khác nhau nhưng đều thể hiện đặc điểm cá tính và công trạng của từng nhân vật.
Hoàng Tông Hy hành văn bằng lối chân thực, giản dị, chú trọng sự thật, không trau chuốt.

## Đặc điểm
Hoàng Tông Hy sáng tạo ra thể loại "học án" khi viết sử. Minh nho học án đã đi đầu trong việc biên soạn lịch sử tư tưởng ở Trung Quốc.
Tác phẩm này có 4 ưu điểm lớn:
- Do các tác giả, tác phẩm cùng học phái được sắp xếp trong cùng học án nên học thuật uyên bác, quan hệ kế thừa của từng người được phản ánh trong tác phẩm.
- Phản ánh được sự biến hóa phát triển trong tư tưởng học thuật.
- Do những điểm chủ yếu trong tác phẩm của từng người đều được thu thập ghi chép lại nên về cơ bản có thể hiểu được tông chỉ học thuật, sự đặc sắc trong tư tưởng từng nhân vật.
- Tác phẩm ghi lại lịch sử học thuật của một thời đại, có giá trị tìm hiểu xu thế phát triển học thuật, nguồn gốc tư tưởng học thuật và sự thịnh suy trong học phong của thời đại đó.

Ngoài ra, Hoàng Tông Hy còn đề cao vai trò của biểu, chí trong các sách sử - vấn đề bị coi nhẹ trong một thời gian dài. Nhiều chính sử trước đó đã khuyết biểu và chí. Hoàng Tông Hy phê phán việc này, ra sức đề cao chí và biểu. Từ đó về sau, giới làm sử nhà Thanh dấy lên phong trào làm biểu, bổ sung chí do sự đề xướng của ông